# Don't Come Easy
«Don't Come Easy» — пісня Ісаї для конкурсу  Євробачення 2017 в Києві, Україна. Була виконана в першому півфіналі Євробачення, 9 травня, та пройшла до фіналу. У фіналі, 13 травня, була виконана під номером 14, за результатами голосування отримала від телеглядачів та професійного журі 173 бали, посівши 9 місце.

## Список композицій
| Digital download | Digital download  | Digital download |
| #                | Назва             | Тривалість       |
| ---------------- | ----------------- | ---------------- |
| 1.               | «Don't Come Easy» | 3:07             |

| 7th Heaven Remix | 7th Heaven Remix                     | 7th Heaven Remix |
| #                | Назва                                | Тривалість       |
| ---------------- | ------------------------------------ | ---------------- |
| 1.               | «Don't Come Easy (7th Heaven Remix)» | 5:52             |